# Anders Larsson (köpman)
Anders Larsson var en köpman i Stockholm under 1500-talet.
Han var verksam under 1500-talet i Stockholm och var av samtiden kallade "den rike" och "Kunglig Majestäts köpman". Under 1500-talet var privata köpmän en villig del av Johan III:s finansiella system, som långivare eller leverantörer till kronan. När Pontus De la Gardie 1584 skulle betala kostnaderna för krigsfolket var Anders Larsson en av dem som försåg honom med stora kontantbelopp.
Lars Ericson Wolke menar att det var en hantering med stora privatekonomiska risker att ge sig i ekonomiskt lag med kungen.